# Laroque-des-Arcs
Laroque-des-Arcs is een plaats en voormalige gemeente in het Franse departement Lot in de regio Occitanie en telt 471 inwoners (1999). De plaats maakt deel uit van het arrondissement Cahors.

## Geschiedenis
Laroque-des-Arcs is op 1 januari 2017 gefuseerd met de gemeenten Cours en Valroufié tot de gemeente Bellefont-La Rauze. 

## Geografie
De oppervlakte van Laroque-des-Arcs bedraagt 7,7 km², de bevolkingsdichtheid is 61,2 inwoners per km².
De onderstaande kaart toont de ligging van Laroque-des-Arcs met de belangrijkste infrastructuur en aangrenzende gemeenten.

## Demografie
Onderstaande figuur toont het verloop van het inwonertal.